# جوزيبي فورينو
جوزيبي فورينو (بالإيطالية: Giuseppe Furino)‏ (مواليد 5 يوليو 1946 في باليرمو) هو لاعب كرة قدم إيطالي متقاعد وشغل موقع لاعب وسط مدافع.

## روابط خارجية
- جوزيبي فورينو على موقع الاتحاد الدولي (مؤرشف)  (الإنجليزية)
- جوزيبي فورينو على موقع قاعدة بيانات كرة القدم.إي يو (الإنجليزية)
- جوزيبي فورينو على موقع ناشيونال فوتبول تيمز (الإنجليزية)
- جوزيبي فورينو على موقع Soccerway.com (الإنجليزية)
- جوزيبي فورينو على موقع عالم كرة القدم.نت (الإنجليزية)